# レゴニンジャゴー ドラゴンライジング
『レゴニンジャゴー ドラゴンライジング』（レゴニンジャゴー ドラゴンライジング、Lego Ninjago: Dragon Rising）は、2011年にレゴが発売した忍者を題材にした玩具の「ニンジャゴー」を基にしたアニメ作品である。
2022年のシーズン15で一区切りがついた、12年間続いたシリーズ『レゴニンジャゴー』の続編シリーズとして、2023年からスタートした。

## あらすじ

### シーズン1

#### 前半
ニンジャマニアの少年、エリンはある日、マージと呼ばれる現象により両親を失ってしまう。それから数年後、友達の少女ソラと共にクロスロードでの生活を過ごしていたが、ひょんなことから幼いソースドラゴンのリュウとそれを追うラズ率いるインペリウムの軍の戦いに巻き込まれて、ソラ共々捕まってしまう。そこに助けに現れたのは、かつてマージにて自分を救ってくれたロイドだった。

#### 後半
カイ、ニャー、ゼンがメンバーに復帰し、残るニンジャはコールとジェイのみ。さらにワイルドファイアやインペリウムに囚われていたドラゴンも新たにメンバーに加わった。インペリウムとの戦いが激化する中、ニンジャたちは初代スピン術マスターが生み出したドラゴンコアがマージの鍵となることを知る。

### シーズン2

#### 前半
新世代ニンジャやリュウも成長するのを見守っていたロイドは突然、「封じられた5人」と呼ばれる邪悪な古のエレメント・マスターが復活するビジョンを見る。さらにその裏ではインペリウムから姿を消したラズとジョルダーナ、そして新たな「スモーク」のエレメント・マスターのシンダーが率いるオオカミマスクが「赤い月の儀式」を成功させるべく暗躍していた。それによりウー先生の導きに従って単独行動を取っていたコールや彼に関わる人々にも危機が迫る。

#### 後半
オオカミマスクとの戦いでカイを異次元に飛ばされたニンジャたち。そんな中、知り合いだったソース・ドラゴンの長が何者かに殺害された挙げ句冠が奪われる事件が発生し、さらに世界を創造したソース・ドラゴンの1体からその犯人がソース・トーナメントに出場していることを知らされる。調査のためにソース・トーナメントに出場するニンジャたちだが、そのトーナメントは勝者が敗者からエレメント・パワーを得るものであり、さらにニンジャたちにとっては不利となる条件ばかりつけられていた。その裏でニャーはジェイと残酷な再会を果たし、エリンにもラズの魔の手が迫る。

## 登場人物

### ニンジャ

#### 中心人物
ロイド / ロイド・ガーマドン (Lloyd Garmadon)
声 - サムエル・ビンセント（松井恵理子）
ニンジャたちのリーダー。伝説のグリーン・ニンジャにして「エネルギー」のエレメント・マスター、そして初代スピン術・マスターの末裔。一人称は「僕」。
生真面目な性格は相変わらずだが、マージ発生前はこっそり夜遊びをしていたりするなど、少しやんちゃな所もあったらしい。師匠かつ叔父のウー先生のような立派な人物になることを夢見ている。
マージによって散り散りになった仲間を捜索していた所にエリンとソラと出会い、彼らをはじめとする新世代ニンジャの師匠を務めることに。さらに世界を創造したソース・ドラゴンの一体からパワーを授かって大幅なパワーアップを果たし、以降はそれを利用して他のソース・ドラゴンと意思疎通することも可能になった。だが同時にそれによって見たビジョンに振り回されるシーンも散見される。
エリン (Arin)
声 - デブン・マック（徳留慎乃佑）
ニンジャマニアの少年で新世代ニンジャの一人。一人称は「僕」。
マージにより両親を失っており、再会することを心待ちにしている。またその出来事ゆえに大切なものが傷つくと激情を露わにしている。
独学で身につけたスピン術を使うが、ロイド曰く「初めて見た」ものらしく、その実力は未知数。
当初は修行にやる気を見せ、一人前のニンジャになることを目標としており、シーズン2では赤い月の儀式を不完全な形で中断させることに成功。だが、ソラがエレメント・パワーを完全に使えるようになったこと、自分のスピン術が全く進展しないこと、エレメント・パワーがないためソース・トーナメントに出場できないことから焦りと疎外感を抱いていく。さらにラズから「マージを引き起こしたのはウー」、「赤い月の儀式を中断させたのは（お前ではなく）ソラ」、「マージが起こる前の世界にすることが自分の目標」と吹き込まれ、なおかつ赤い月の儀式については真実であると分かってしまったことで、ニンジャやソラに対して不信を感じるようになってしまった。
そしてコールと共に訪れたニンジャ道場にてウー先生の霊に遭遇し、マージを起こした張本人であるかどうかという質問に対して、霊がそれを肯定する発言をしたことでニンジャたちへの不信感と失望が頂点に達し、自分のスピン術が闇のスピン術の動きを取り込んだことでパワーアップしたこともあってラズへの協力を決意。ロイドたちの静止を振り切り、封じられた5人に引きづられていく彼を追って、姿を消してしまった。
ソラ (Sora)
声 - サブリナ・ピトレ（花井美香）
エリンの友人の少女で新世代ニンジャの一人。一人称は「アタシ」。
明るくノリのいい性格で猫耳のようなフードをつけている。マシンに詳しく、後述のエレメント・パワーも相まってニンジャたちのメカニックを務め、同じくメカニックのニャーと行動することも多い。
マージにより新たに発生した「テクノロジー」のエレメント・パワーの使い手。当初はリュウの力がなければ使えていなかったが、シーズン1終盤にて完全に会得した。
実はインペリウム人でその本名はアナ。かつてはインペリウムの中でも最高クラスの技術力の持ち主で周囲からも期待されていたが、そのエネルギーのためにソース・ドラゴンの命を利用していることに反発したことで両親からも見放された過去を持つ。以降両親とは絶縁し、自分がエネルギーを取り出された所を見たソース・ドラゴンの名前を取ってソラと名乗っている。
シーズン1にてインペリウムと対立したことで前述した自分の過去と向き合うことに。終盤ではその経歴を全国民に向けて語ることでインペリウムの革命の立役者になった。
シーズン2ではエレメント・パワーを使いこなせるようになっており、前半では赤い月の儀式を中断させることに成功したが、それが自分のスピン術によるものと思い込んでいたエリンとの間に溝を生んでしまうことに。
後半ではソース・トーナメントに出場し、シンダーを含めた多くのエレメント・マスターに勝利したが、ブレヒトの不正によりノクトに敗退してしまう。その後不正が明るみに出た上、エレメント・パワーを返却させられたノクトが逃亡したため、繰り上がりでソース・トーナメント優勝者になった。
リュウ（Riyu）
幼いソース・ドラゴン。インペリウム兵に追いかけられていた所にエリンとソラに出会い、成り行きでニンジャたちの仲間になった。
シーズン2では立派に成長しており、人を乗せて飛ぶことができるようにもなった。

#### 準主役
カイ (Kai)
声 - ヴィンセント・トン（森嶋秀太）
マージ前からのロイドの仲間の一人。炎系ニンジャにして「ファイアー」のエレメント・マスター。一人称は「俺」。
仲間思いな熱血漢だが熱くなりすぎるところや仲間を揶揄いすぎるところ、大雑把なところがたまにキズ。
マージ後、最初にロイドと再会を果たし、以降は他の仲間を探すことに。その後ジェイを除いた仲間全員と再会を果たし、さらに成り行きでワイルドファイアを弟子に取ることになった。
シーズン2でも、ファイヤーパワーを使い燃え上っていたが、赤い儀式の途中、ボンズルと共に異次元の世界へと吹き飛ばされてしまう。そのため、封じられた5人の一人、ノクトが解放されてしまった。
ところが、その際、彼の背中にリュウのうろこがついていたため、リュウと連絡が可能に。ニャーとも連絡がつながり、最終的には彼らのもとへと帰ってきた。
ニャー (Nya)
声 - ケリー・メッツガー（内田彩）
マージ前からのロイドの仲間の一人。ウォーター系ニンジャにして「ウォーター」のエレメント・マスター。一人称は「私」。
気の強いチームのメカニックで、大雑把な兄カイによくツッコミを入れている。同じメカニックのソラと行動を共にすることが多く、彼女の姉貴分として振る舞う一方、未だ安否の分からないボーイフレンドのジェイの身を案じている。
シーズン1時点ではイワイワ村でそこの住人を守っていたが、ロイドたちと再会してからは村を離れて彼らと行動を共にする。
シーズン2後半のソース・トーナメントでは愛するジェイと戦うことに。ところが、ジェイはマージで記憶を失っており、ニャーのことですら覚えていなかった。ジェイとの戦いでは勝利するが、当然嫌われてしまう。2回戦ではブレヒトの不正によりノクトに敗れ、試合後リュウと共にジェイを探す旅に出た。しかし最終決戦にて再度ニンジャたちに合流しパワーを奪還、カイとも再会した。
ワイルドファイヤ(Wyldfyre)
声 - カズミ・エヴァンズ（青山桜子）
新世代ニンジャの一人で、マージ後新たに発生した「ヒート」のエレメント・マスターの少女。一人称は「ボク」。
赤子の頃に両親に捨てられ、ヒートウェイブというドラゴンに育てられた。そのため荒っぽく好戦的な性格に育っており、ニンジャから部屋を提供されてもいらないと拒絶するほどの野生児である。
シーズン1にてヒートウェイブ共々インペリウムに捕まっていた所にロイドと出会い、成り行きでニンジャ、特に似たような性格やパワーを持つカイと行動を共にする。その後、正式にカイの弟子になった。
シーズン2の後半では髪型が少し長くなっている。ソース・トーナメントではシンダーに敗退し、パワーを奪われてしまうも、ロビーの活躍で奪取。さらにブレヒトがオオカミマスクと密通している決定的な証拠を入手し、逆転の一助となった。
ゼン (Zane)
声 - ブレント・ミラー（橘諒）
マージ前からのロイドの仲間の一人。アイス系ニンジャにして「アイス」のエレメント・マスターのニンドロイド。一人称は「私」。
誰に対しても敬語で会話する。冷静沈着な性格でチームのブレインを務める。
シーズン1中盤にてカイとニャーによってポッドに閉じ込められている状態を発見される形で再会。何故ポッドに閉じ込められていたのかは本人も分かっておらず、まだまだ謎が多い。
コール (Cole)
声 - アンドリュー・フランシス（斎藤楓子）
マージ前からのロイドの仲間の一人。大地系ニンジャにして「大地」のエレメント・マスター。一人称は「オラ」。
食いしん坊なパワーファイター。エレメント・パワーは発達したらしく、大地の一部を鎧にすることで巨人のような姿になれるようになっていた。
ウー先生の霊の導きに従って旅をしており、シーズン1にてなくしモノの国にて止まっていたがそこでニャーと再会。そこで共闘するも、上述の経緯から最終決戦には参加しなかった。
シーズン2でも単独行動をとっていたが、オオカミマスクに襲われたことをきっかけにロイドたちに合流、ニンジャのメンバーに復帰する。ソース・トーナメントではフラックに敗れてパワーを失うも、後に返却された。
フラック（Frak）
声 - デビッド・ケイ（玉川史紀）
エリンの子供時代の親友の、ヘビヘビ族の少年。マージ後新たに発生した「クエイク」のエレメント・マスターで、念ずることで物や地面を揺らすことができる。
シーズン2後半から登場。自分のエレメント・パワーに気づかせてくれたラズの弟子となっており、そのためオオカミマスクの一員としてソース・トーナメントに出場している。本人はエリン同様ニンジャマニア、特にコールのファンであるため、正々堂々とした勝負と純粋に勝利することを望んでいる。
本戦ではコールに勝利し、続くソラとの対戦では闇のスピン術を使おうとしたが、闇のスピン術は良心を失わせるとエリンから教えられたため思い止まり、敗北を受け入れる。闇のスピン術を使わなかった上に敗北したことでラズの怒りを買ってオオカミマスクを追放され、以降はニンジャたちと共に戦った。その後、ニンジャたちと共に彼らの道場へ向かい、新世代ニンジャの一員になったことがシーズン3にて発覚した。

#### 不明
ジェイ（Jay）
声 - マイケル・アダムスウェイト（おおしたこうた）
かつてロイドの仲間だった、イナズマ系ニンジャにして「イナズマ」のエレメント・マスター。ニャーのボーイフレンドでもある。一人称は「僕」、後に「俺」。
マージ発生後に記憶とパワーを失った上でアドミニストレーションに飛ばされ、そこのエージェントになっていた。シーズン2にてニンジャたちがアドミニストレーションと対立したことで必然的に彼らと戦うことになり、その過程でエレメント・パワーを取り戻すも記憶は失ったままであり、それをラズに利用されてオオカミマスクの仲間になってしまった。その後ニャーに敗北したことでラズに見限られ、何処かへ立ち去っていった。

### 仲間たち

#### エレメント・マスター

##### 旧作から続投
トックス（Tox）
声 - マギー・ブルー・オハラ（丸塚香奈）
マージ後も生存していた「毒」のエレメント・マスター。毒を操り、霧状にすることもできる。今作では髪型がモヒカンになっている。
ソース・トーナメントにてニンジャたちと再会、彼らを襲撃したロボが持っていた武器の毒性を突き止めた。本戦ではノクトに敗れパワーを失うも、後に奪還した。
ペールマン（Mr.Pale）
声 - イアン・ハンリン（小林大紀）
マージ後も生存していた「ライト（光）」のエレメント・マスター。姿を消したり発光することもできるが、その体質ゆえ自分自身の姿も分からないらしい。
ソース・トーナメントにてニンジャたちと再会、ロイドとの勝負の末敗北。それに伴いパワーを失うも、後に返却された。
カミーユ（Camile）
マージ後も生存していた「フォーム」のエレメント・マスター。様々な人物の姿になり変われる。
ゼアトリクスに敗退してパワーを奪われるも、後に取り戻した。
ニューロ（Neuro）
マージ後も生存していた「マインド（精神）」のエレメント・マスター。念波を放って人の考えを見れる他、それを攻撃に転用できる。
ノクトに敗退してパワーを奪われるも、後に取り戻した。

##### 今作から登場
ユーフレイジア（Euphrasia）
声 - ベサニー・ブラウン（芳野由奈）
マージ後の雲の上の王国に住まう少女で、モロー亡き後の「ウィンド（風）」のエレメント・マスター。手から風を生み出すことで飛翔や攻撃などに使用できる。
当初はそれを周囲から認められていなかったが、ニンジャたちと共闘したことで認められる。その後もニンジャたちと顔を合わせる機会が多く、その度に彼らに力を貸している。
ザンタンツ（Zant-Tanz）
声 - ゲイリー・チョーク（他との兼役）
マザーガーデンの最高責任者で、ミューコイドというカタツムリのような姿の種族の将軍。「ネイチャー（自然）」の新たなエレメント・マスター。
シーズン1ではドラゴンコアを保管しており、それが縁でニンジャたちと知り合いになった。
シーズン2ではソース・トーナメントに招待されるも、ニンジャたちを排除しようとしたブレヒトの策略の巻き添えにされ、追放されてしまう。
日本語版での口癖は「〜ありんす」。
ジオ（Geo）
声 - ピーター・ケラミス（柳田淳一）
コールの友人のマンスでなくしモノの国に住む。マージ後に新たに発生した、無機物をくっつけることのできる「融合」のエレメント・マスター。
ドラゴンコアを探していたニャーがコールの友人であるということで互いに意気投合し、それが縁でニンジャたちとも知り合いに。その後も顔を合わせる機会が多く、その度に彼らに力を貸している。
日本語版では過去作のマンス同様「だフン」が口癖。

### ヴィラン

#### 中心人物
ラズ卿 / ラズ（Lord Ras / Ras）
声 - ブライアン・ドラモンド（井上宝）
シリーズを通してニンジャたちの前に立ち塞がるヴィラン。一人称は「私」。
冷静沈着かつ狡猾な性格だがカリスマ性も持ち合わせており、一部の新世代エレメント・マスターからはエレメント・パワーを覚醒させた師匠として慕われている。得物は金の装飾が施されたハンマー。
かつてはワイルドランドに住む、普通の黒い虎の獣人だったが、ある日「我が主」に助けられて以来それに忠誠を誓っている。その指示に従い、闇の力を増幅させつつ、ニンジャたちを何度も苦しめる。
シーズン1ではインペリウムの将軍かつベアトリクスを焚き付けた黒幕。中盤にてベアトリクスによって幽閉されるも終盤のどさくさに紛れて脱出、ジョルダーナを伴って姿を消した。
シーズン2ではオオカミマスクを率い、赤い月の儀式を用いて「封じられた5人」の一人のノクトを呼び覚ますことに成功。本人もノクトが素直に協力しないことは想定していたため、コントロール機械で彼を操っていた。さらにその裏では、自分の無力さに悩むエリンと接触し、彼のスピン術をパワーアップさせる機会を与えつつ、「自分たちの目的が世界をマージ前のものに戻すことで、ウー先生がマージを引き起こした張本人である」という真実を教え込み、彼をニンジャたちから引き離し、自分の勢力に引き込むことに成功した。しかしソース・トーナメントでノクトがソラと戦った時にコントロール装置が破壊されたため、彼とロックスに反乱を起こされ、オオカミマスクもその支配下に堕とされてしまう。そして深手を負ってしまうが、両親との再会のために協力させようと追ってきたエリンに救われた。

#### インペリウム人
厳密に言えばインペリウムの支配階層とその協力者。
ベアトリクス女王（Beatrix Vespasian-Orus）
声 - ニコール・オリバー（内村史子）
インペリウムの支配者。シーズン1のメインヴィランにしてラスボス。
高飛車な性格で支配欲が強く、マージ後のニンジャゴーの世界の征服を目論む。だがニンジャたちに尽く邪魔されたことで、やがてその目的はニンジャたちの抹殺へと移り変わることになる。
先代の王である父から冷遇されていた所にラズと出会い、彼の助言に従って父を抹殺。さらにその罪を全て双子の姉のゼアトリクスになすりつけ、インペリウムの女王に即位。以降は自国のエネルギーのためにソース・ドラゴンの命を使い潰しつつ、国民には自分を崇めさせる独裁政治を行なっていた。
ニンジャたちを葬るべくマージクエイクを発生させる兵器の製造を行っていた所にソラや自分に不満や不信感を抱いていた一部のインペリウム人によって革命を起こされ失脚。怒りのままに兵器を乱射し、ワイルドファイア、カイ、リュウをはじめとした大勢を次元の狭間に飛ばすも、エレメント・パワーを完全に使えるようになったソラによって兵器を破壊され、リュウを消されたことで怒ったエリンの渾身の一撃を受けて自分が次元の狭間に飛ばされた。ロイドによってマージクエイクが収まった後、彼女によって次元の狭間に飛ばされたものは全て帰還したが、本人は戻っておらず、消息不明となっている。
ゼアトリクス（Zeatrix Vespasian-Orus）
声 - ニコール・オリバー（内村史子）
シーズン1にて言及され、シーズン2の後半から登場した、かつての王位継承者候補にしてベアトリクスの双子の姉。「ショックウェーブ」のエレメント・マスターであり、手から紫の衝撃波を出すことができる。あまりにもベアトリクスに似すぎていたため、ロイドからは恐れられていた。
ソース・トーナメントに参加し、前述の経緯からベアトリクスを恨んでいたが、その機会を奪ったニンジャたちを打ち負かすことを望んでいる。順調に勝ち進むが、3回戦でロイドに敗北、その直後に不意打ちを食らわせて後にロイドがノクトに敗退する遠因となってしまう。その後「このトーナメントでは、戦いの時以外エレメントパワーの使用が禁じられている」というルールを破ったため、パワーを失い、追放されてしまった。
ジョルダーナ（Jordana）
声 - ダイアナ・カーリナ（保田彩乃）
インペリウム人の科学者で、学生時代のソラの知人。
かつて何をやってもソラに勝てなかったことから彼女を一方的に敵視しており、決着をつけることを望んでいる。
物語開始時点でラロウ博士の助手を務めており、インペリウムにやってきたソラと再会。その後ドラゴンコアのレプリカを制作する際に７体のソース・ドラゴンの1体から強引な方法でエネルギーを取り出すことに成功した。ベアトリクス失脚および消息不明後、自分のしたことで世界を滅ぼしかけたと落ち込むが、それを逆にラズに評価されてインペリウムを出奔した。
シーズン2でも引き続きラズと行動を共にし、前述のエネルギーを利用してオオカミマスクのシャドー道場を解放。同組織将軍の1人としてニンジャたちと引き続き対立する。赤い月の儀式成功後は「封じられた5人」のロックスに憑依されてしまった。
ラロウ博士（Dr. LaRow）
声 - アシュレイ・ボール（水瀬七海）
インペリウムの先端科学技術研究所所長。
自国の科学の発展を第一に考える性分故、ベアトリクスのドラゴンからエネルギーを絞り出す命令にも嬉々として従う。かつてはソラを目にかけていたが、自分のやり方に反発したため決裂し、その後成り行きでジョルダーナを助手にした。
ベアトリクスの命を受けてドラゴンコアの奪取に参加、成功した。その後ニンジャたちに奪われた残り1つの埋め合わせとしてそのレプリカの制作に取り掛かるが、ジョルダーナに反乱を起こされ、連れ出された。その後の消息は不明。
ラプトン（Rapton）
声 - ジャイルズ・パントン（相馬康一）
インペリウム人のドラゴンハンター。強欲だが少し間の抜けた性格。
ラズやベアトリクスに従ってドラゴンを狩っていたが、やがて世界をニンジャごと滅ぼそうとする上ドラゴンたちを大量に脱走させれたにもかかわらず虚偽の報道をするベアトリクスに不信感を露わにし、反乱を起こした一部のインペリウム人に密かに協力。それに伴いニンジャたちとも一時的に手を組み、ベアトリクスを失脚させることに成功した。
シーズン2ではインペリウムでの安価な仕事に馴染めず再びドラゴンハンターに戻ろうとしたが、ニンジャたちによって撃退される。

#### オオカミマスク
「ワイルドランド」に住む、闇の力や「封じられた5人」を信望するものたちのカルト集団。
シンダー（Cinder）
声 - イアン・ハンリン（浅見俊之助）
オオカミマスクの将軍の1人にして「スモーク（煙）」の新たなるエレメント・マスター。シーズン2前半のメインヴィラン。
残忍かつ好戦的な性格でラズを師匠とし、彼の命に忠実に行動する。
元々の高い戦闘能力に加えて闇のスピン術により大幅なパワーアップを遂げ、ニンジャたちが束になっても渡り合うことができる。
シーズン2後半ではソース・トーナメントに出場し、ワイルドファイヤに勝利するもソラに敗退、パワーを奪われた挙げ句に反乱を起こしたロックスに操られるなど不憫な目にあった。ロビーとワイルドファイヤの活躍によりパワーを返却されるも、やはりオオカミマスクの一員であったため封印の石の檻に収監された。
ジェイ
ニンジャの項を参照。
フラック
仲間たちの項を参照。

#### 封じられた5人
太古に世界を支配しようとして封印されていた邪悪なエレメント・マスターたち。
ノクト（Nokt）
声 - デブン・マック（岡林史泰）
封じられた5人のリーダー格。シーズン2後半のメインヴィランの一人で同シーズンのラスボス。
「赤い月の儀式」により魂になった妹のロックス共々解放されたが、ラズに制御装置を付けさせられてその支配下に落とされる。その後ソース・トーナメントに出場し、ニャーやソラを初めとした相手をブレヒトの不正もあって倒し、ソース・トーナメントに優勝。
しかし不正が明らかにされたブレヒトが連行されたことで本性を現し、自分の真の目的が残りの封じられた5人を解放すること、そのためにはほぼ全てのエレメント・パワーとソース・ドラゴンが持つ王冠が必要であること、ニンジャと知り合いになった個体を初めとしたソース・ドラゴンの長を殺害したことを暴露する。そのことで激昂したラズやニンジャたちを難なく蹴散らすも、残りの封じられた5人が解放されたことを利用したカイとボンズルが帰還することを許し、さらにロビーとワイルドファイヤの活躍により奪ったエレメント・パワーは全て元の持ち主に返却される。しかし目的は果たせていたため、他の封じられた5人や気絶したラズ、そしてラズを追っていったエリンと共に姿を消した。

#### その他
ドラマ（Dorama）
声 - マッケンジー・グレイ（橘諒）
度々登場する子悪党。芝居がかった口調で話す。
クロスロード1の花火師にして俳優だったが、その裏ではワックラッツからエネルギーを絞り出していた。それをロイド、エリン、ソラに暴かれ撃退されるが、エネルギーを取り出す技術に目をつけたラズにニンジャたちへの復讐心を煽られ、インペリウムに協力。最後は革命を阻止しようとしたが、ラプトンやソラに倒された。
シーズン2では未開の地にて一般人を攫い自分の仲間にしようとする一方、たまたまそこにやって来たコールとゼンに前述の恨みをぶつけようとするも返り討ちにされ、クリプタリアム刑務所に送られた。
ブレヒト（Bleckt）
声 - ビンセント・トン（他との兼役）
シーズン2後半でのメインヴィランの一人。ソース・トーナメントの書記長でロビーの叔父。堅物な性格で何をするにもそのことをメモするくせがある。
先代のゲーム・マスター、即ちロビーの父親の代から書記長を務めていたが、ロビーが新たなゲーム・マスターに任命されたことで不満が爆発。ロビーをゲーム・マスターから引きずり下ろして自分が新たなゲーム・マスターになるためオオカミマスクと手を組み、ニンジャたちやラズに恨みを持つゼアトリクスがトーナメントに参加できないようわざと招待状を送らなかったり、彼らがトーナメントの試合で最終的に負けるように細工をするなどの不正を行っていた。
それが功を奏してオオカミマスクに所属していたノクトを優勝させることに成功したが、そのからくりを暴いたワイルドファイヤに公衆の面前で不正を公にされ、逆上してロビーを非難するも、当然ロビーやトーナメント参加者の大半からブーイングを食らい、警備ロボに連行される。その後オオカミマスクの面々同様封印の石の檻に入れられた。

## 用語
マージ
突如として発生した、ニンジャゴーの世界も含めた多数の世界が融合する現象。それにより多くの人物が未だ行方不明となっている一方、未知のエレメント・パワーも新たに生み出されるなどその影響は計り知れない。
ソース・ドラゴン
体にエネルギーを宿すドラゴンで、誰かの体に眠るエレメント・パワーを目覚めさせることができる。その中でも特に強力な力を持つ７体がニンジャゴーの世界を創造したと言われている。
インペリウム
かつてニンジャゴーの世界とは別の次元にあった国で、科学が発展している。物語開始時点ではベアトリクス女王の政策によりそのエネルギーとなるソース・ドラゴンを乱獲していたが、彼女が失脚および行方不明になったことに伴い、民主政に移り変わり、ソース・ドラゴンに頼らないエネルギーを模索するようになった。
アドミニストレーション
かつてニンジャゴーの世界とは違う次元にあった世界の一つ。その名の通り何もするにも申請を重視しており、その規則に背いたものは容赦なく排除する。

## 各話リスト

### シーズン1
| 話数! | サブタイトル                                   | 原題                               | 放送日        |
| ----- | ---------------------------------------------- | ---------------------------------- | ------------- |
| 1     | それは突然！マージが起きた世界 その1           | The Merge Part 1                   | 2023年 6月1日 |
| 2     | それは突然！マージが起きた世界 その2           | The Merge Part 2                   | 2023年 6月1日 |
| 3     | 今年も開幕！クロスロードカーニバルへようこそ   | Crossroads Carnival                | 2023年 6月1日 |
| 4     | 聖なる泥パワー！イワイワ村とドラゴン           | Beyond Madness                     | 2023年 6月1日 |
| 5     | 雲の上の王国、マージクエイクを止めろ！         | Writers of Destiny                 | 2023年 6月1日 |
| 6     | 決めた！ソラ、インペリウム王国に帰る           | Return to Imperium                 | 2023年 6月1日 |
| 7     | ドラゴンを救え！インペリウムの陰謀             | Mindless Beasts                    | 2023年 6月1日 |
| 8     | ボクはキケン！ヒート・マスター誕生！           | I Will Be the Danger               | 2023年 6月1日 |
| 9     | 心を平穏に！ウー先生の教え                     | The Calm Inside                    | 2023年 6月1日 |
| 10    | フォタックを阻止せよ！宮廷からの脱出           | The Battle of the Second Monastery | 2023年 6月1日 |
| 11    | 手がかりを見つけろ！ドラゴンパワー神殿の精霊   | The Temple of the Dragon           | 10月12日      |
| 12    | 海のギャング!?巨大カニの侵略を止めろ！         | Gang of the sea                    | 10月12日      |
| 13    | なんてワイルド！ドッキリ大作戦                 | Wyldly Inappropriate               | 10月12日      |
| 14    | ゴーライ王国、最後の魔神                       | The Last Djinn                     | 10月12日      |
| 15    | 絶体絶命！「不可能な道」でありんす             | The Call It Doom                   | 10月12日      |
| 16    | ガラクタだけじゃない!?なくしモノの国           | Land of Lost Things                | 10月12日      |
| 17    | 申請は重要です！アドミニストレーションのお仕事 | The Administration                 | 10月12日      |
| 18    | 女王の策略、ベアトリクスの過去                 | Absolute Power                     | 10月12日      |
| 19    | 反旗をひるがえせ！アタシたちはドラゴン！       | We Are All Dragons                 | 10月12日      |
| 20    | マージを止めろ！インペリウム最終決戦！         | The Power Within                   | 10月12日      |

### シーズン2
| 話数! | サブタイトル                               | 原題                       | 放送日        |
| ----- | ------------------------------------------ | -------------------------- | ------------- |
| 1     | 不吉な予感 赤い月の悪夢                    | The Blood Moon             | 2024年 4月4日 |
| 2     | 闇の襲撃！鳴り響く壊滅の音                 | Shattered Dreams           | 2024年 4月4日 |
| 3     | 光を見つけろ、闇のスピン術を打破せよ       | Beyond the Phantasm Cave   | 2024年 4月4日 |
| 4     | 3つの試練！ドラゴンマスターの謎            | Force From the East        | 2024年 4月4日 |
| 5     | 狙われる理由、ボンズルの秘密               | The Spell at the Waterfall | 2024年 4月4日 |
| 6     | いざ行かん！神秘の世界、ミステリウム       | To Mysterium               | 2024年 4月4日 |
| 7     | 伝説の大魔女、ガンダラリアあらわる！       | Fugitives From Madness     | 2024年 4月4日 |
| 8     | 魔法の倉庫、ボンズルを守れ！               | Secrets of the Wyldness    | 2024年 4月4日 |
| 9     | 阻止せよ！赤い月の儀式                     | The Forest of Spirits      | 2024年 4月4日 |
| 10    | 激突！ライジングドラゴンの術VS闇のスピン術 | Rising Ninja               | 2024年 4月4日 |
| 11    | はじめての任務！エリンとソラの潜入作戦     | The Shape of Motion        | 10月3日       |
| 12    | いざ出発、ソース・トーナメント！           | Enter the City of Temples  | 10月3日       |
| 13    | エレメント・マスター集合！晩餐会へのご招待 | They Gather for the Feast  | 10月3日       |
| 14    | トーナメント開催！おどろきの対戦相手       | Inside the Maze            | 10月3日       |
| 15    | 第764条発動！洞窟のレースで勝負            | United We Fall             | 10月3日       |
| 16    | 真実と嘘、エリンの迷い                     | Truth and Lies             | 10月3日       |
| 17    | うなされるロイド、ビジョンに打ち勝て       | The Sword Shatters         | 10月3日       |
| 18    | 犯人を追え！名探偵エリンとワイルドファイヤ | Clues and Suspects         | 10月3日       |
| 19    | 勝者は誰だ!?ソース・トーナメント決勝戦     | The Final Game             | 10月3日       |
| 20    | 裏切りの果て、ニンジャたちの運命           | Elements of Betrayal       | 10月3日       |